# Saint-Méloir-des-Ondes
 Saint-Méloir-des-Ondes  es una población y comuna francesa, situada en la región de Bretaña, departamento de Ille y Vilaine, en el distrito de Saint-Malo y cantón de Cancale.

## Demografía
| 2413 | 2486 | 2320 | 2322 | 2588 | 2995 |
| Para los censos de 1962 a 1999 la población legal corresponde a la población sin duplicidades (Fuente: INSEE [Consultar]) |      |      |      |      |      |